# Winning Colors
Winning Colors (1988-2008), est un cheval de course pur-sang. Membre du Hall of Fame des courses américaines, elle est l'une des trois seules pouliches à avoir remporté le Kentucky Derby, créé en 1875.    

## Carrière de course
Élevée dans le Kentucky et entraînée en Californie par Wayne Lukas, Winning Colors remporte ses deux courses à 2 ans. En 1988, elle rentre victorieusement à Santa Anita avant une première tentative au niveau groupe 1 dans les Las Virgenes Stakes, où elle ne perd son invincibilité que pour une encolure. La suite est extravagante. D'abord elle s'envole dans les Santa Anita Oaks, qui la consacre meilleure 3 ans de la Côte Ouest. Puis dans le Santa Anita Derby elle écrabouille les meilleurs poulains californiens, qu'elle laisse à plus de 7 longueurs, devenant la troisième pouliche à s'imposer dans cette épreuve, après Ciencia en 1939 et Silver Spoon en 1959. Après une telle démonstration, elle ne peut que s'aligner au départ du Kentucky Derby, pour affronter les meilleurs poulains de tout le pays.     
Pour autant Winning Colors est loin d'être en position de favori dans la plus grande course américaine. Et pour cause : depuis sa création en 1875, seules deux pouliches sont parvenues à y mater les mâles, Regret en 1915 et Genuine Risk en 1980. D'ailleurs, la plupart des éditions se déroulent entre mâles, les pouliches ayant à leur disposition le Kentucky Oaks pour s'expliquer. Le favoris de l'édition 1988 se nomment Risen Star (Louisiana Derby), Private Terms (Wood Memorial Stakes), Seeking The Gold, le Canadien Regal Classic ou encore Forty Niner, champion des 2 ans et futur Hall of Famer. Winning Colors n'est qu'une outsider, et c'est sa chance : comme à son habitude, Gary Stevens son jockey la place aux avant-postes et fonce sans se retourner. Les jockeys des mâles, pensant qu'elle allait faiblir, sont tout à leurs rivalités masculines et se réveillent trop tard. Ils finissent fort, mais le deuxième, Forty Niner, échoue à une encolure de la championne. Et Winning Colors devient la troisième (et dernière à ce jour) lauréate du Kentucky Derby.     
Winning Colors remet sa couronne en jeu dans les Preakness Stakes, deuxième manche de la Triple Couronne américaine. Surveillée de près cette fois, elle fait bonne figure, terminant troisième derrière Risen Star et Brian's Time, mais devant Private Terms et autres Forty Niner, battus. En revanche, elle échoue complètement dans les Belmont Stakes, dernier volet de la Triple Couronne, sans doute par manque de tenue. Elle ne gagnera plus cette année-là, mais ne trouve sur sa route qu'une jument exceptionnelle, l'invaincue (et finalement invincible) Personal Ensign, pour la dominer dans les Maskette Stakes et la Breeders' Cup Distaff. Mais pour un nez seulement, dans une arrivée mémorable, la course de l'année pour le New York Times, selon qui "on pourrait bien attendre encore 80 ans avant de revivre un moment aussi intense". En fin d'année, Winning Colors obtient naturellement le titre de meilleure 3 ans américaine.  
Gardée à l'entraînement à 4 ans, Winning Colors ne sera plus jamais la même. Elle ne remporte que deux courses mineures et ne prend pas un seul accessit dans cette année marquée par ses problèmes de santé (elle souffre de dyspnée) et une intervention chirurgicale. Elle tente néanmoins sa chance dans la Breeders' Cup Distaff, mais s'y montre inexistante tandis que l'Argentine Bayakoa triomphe. Winning Colors se retire en fin d'année au haras, avant d'être admise en 2000 au Hall of Fame des courses américaines.    

### Résumé de carrière
| Date         | Hippodrome      | Pays        | Course                          | Statut      | Distance    | Jockey      | Place       | Écart       | Vainqueur ou deuxième |
| 1987, 2 ans  | 1987, 2 ans     | 1987, 2 ans | 1987, 2 ans                     | 1987, 2 ans | 1987, 2 ans | 1987, 2 ans | 1987, 2 ans | 1987, 2 ans | 1987, 2 ans           |
| ------------ | --------------- | ----------- | ------------------------------- | ----------- | ----------- | ----------- | ----------- | ----------- | --------------------- |
| 13 août      | Saratoga        | États-Unis  | Maiden                          |             | 1 400 m     | R. Romero   | 1er / 11    | 2 ½         | Epitome               |
| 27 décembre  | Santa Anita     | États-Unis  | Allowance                       |             | 1 200 m     | G. Stevens  | 1er / 6     | 3 ½         | Floral Magic          |
| 1988, 3 ans  |                 |             |                                 |             |             |             |             |             |                       |
| 20 janvier   | Santa Anita     | États-Unis  | La Centinela Stakes             |             | 1 600 m     | G. Stevens  | 1er / 7     | 6 ½         | Little Password       |
| 20 février   | Santa Anita     | États-Unis  | Las Virgenes Stakes             | Gr. 1       | 1 600 m     | G. Stevens  | 2e / 5      | enc.        | Goodbye Halo          |
| 13 mars      | Santa Anita     | États-Unis  | Santa Anita Oaks                | Gr. 1       | 1 700 m     | G. Stevens  | 1er / 4     | 8           | Jeanne Jones          |
| 9 avril      | Santa Anita     | États-Unis  | Santa Anita Derby               | Gr. 1       | 1 800 m     | G. Stevens  | 1er / 9     | 7 ½         | Lively One            |
| 7 mai        | Churchill Downs | États-Unis  | Kentucky Derby                  | Gr. 1       | 2 000 m     | G. Stevens  | 1er / 17    | enc.        | Forty Niner           |
| 21 mai       | Pimlico         | États-Unis  | Preakness Stakes                | Gr. 1       | 1 900 m     | G. Stevens  | 3e / 9      | 2 ½         | Risen Star            |
| 11 juin      | Belmont Park    | États-Unis  | Belmont Stakes                  | Gr. 1       | 2 400 m     | G. Stevens  | 6e / 6      | 42          | Risen Star            |
| 10 septembre | Belmont Park    | États-Unis  | Maskette Stakes                 | Gr. 1       | 1 600 m     | G. Stevens  | 2e / 4      | 3/4         | Personal Ensign       |
| 15 octobre   | Keeneland       | États-Unis  | Spinster Stakes                 | Gr. 1       | 1 800 m     | G. Stevens  | 4e / 5      | nez         | Hail a Cab            |
| 5 novembre   | Churchill Downs | États-Unis  | Breeders' Cup Distaff           | Gr. 1       | 1 800 m     | G. Stevens  | 2e / 9      | nez         | Personal Ensign       |
| 1989, 4 ans  |                 |             |                                 |             |             |             |             |             |                       |
| 29 avril     | Hollywood Park  | États-Unis  | Agreme Handicap                 | Gr. 3       | 1 400 m     | G. Stevens  | 4e / 7      | 4 ½         | Daloma                |
| 13 mai       | Belmont Park    | États-Unis  | Stymie Handicap                 | Gr. 1       | 1 700 m     | G. Stevens  | 7e / 7      | 22          | Banker's Lady         |
| 26 août      | Saratoga        | États-Unis  | Allowance                       |             | 1 200 m     | P. Day      | 1er / 5     | 4 ¼         | Royal Rexson          |
| 9 septembre  | Belmont Park    | États-Unis  | Maskette Stakes                 | Gr. 1       | 1 600 m     | C. Pellets  | 4e / 5      | 9 ½         | Miss Brio             |
| 30 septembre | Turfway Park    | États-Unis  | Turfway Breeders' Cup Stakes    |             | 1 700 m     | C. McCarron | 1er / 7     | 2           | Grecian Flight        |
| 21 octobre   | Aqueduct        | États-Unis  | Aqueduct Breeders' Cup Handicap |             | 1 600 m     | C. McCarron | 4e / 5      | 8 ¼         | Wakonda               |
| 4 novembre   | Churchill Downs | États-Unis  | Breeders' Cup Distaff           | Gr. 1       | 1 800 m     | G. Stevens  | 9e / 10     | 24          | Bayakoa               |

## Au haras
Retirée au grand haras Gainesway Farm dans le Kentucky, Winning Colors aura dix foals, parmi lesquels six vainqueurs, tous mineurs. L'une de ses filles a toutefois donné Eskimo Kisses, lauréate des Alabama Stakes en 2018. Elle meurt à 23 ans des suites d'une crise de coliques.

## Origines
Winning Colors est une fille du Français Caro, vainqueur de la Poule d'Essai des Poulains, du Prix Ganay et du Prix d'Ispahan, deuxième de Mill Reef dans les Eclipse Stakes et troisième du Prix du Jockey Club de Sassafrás. Il est devenu par la suite un étalon à succès, père entre autres de Madelia, Crystal Palace, Cozzene ou Turgeon. All Rainbows, la mère, avait du talent puisqu'elle se classa troisième des Delaware Oaks. Elle se recommande de sa sœur Chris Evert, lauréate de la triple couronne des pouliches américaines (Acorn Stakes, Coaching Club American Oaks, Alabama Stakes), 3 ans de l'année en 1974 et membre du Hall of Fame.

### Pedigree
| Origines de Winning Colors (USA), jument grise née en 1985 | Origines de Winning Colors (USA), jument grise née en 1985 | Origines de Winning Colors (USA), jument grise née en 1985 | Origines de Winning Colors (USA), jument grise née en 1985 |
| ---------------------------------------------------------- | ---------------------------------------------------------- | ---------------------------------------------------------- | ---------------------------------------------------------- |
| Père Caro 1967                                             | Fortino 1959                                               | Grey Sovereign                                             | Nasrullah                                                  |
| Père Caro 1967                                             | Fortino 1959                                               | Grey Sovereign                                             | Kong                                                       |
| Père Caro 1967                                             | Fortino 1959                                               | Ranavalo                                                   | Relic                                                      |
| Père Caro 1967                                             | Fortino 1959                                               | Ranavalo                                                   | Navarra                                                    |
| Père Caro 1967                                             | Chambord 1955                                              | Chamossaire                                                | Precipitation                                              |
| Père Caro 1967                                             | Chambord 1955                                              | Chamossaire                                                | Snowberry                                                  |
| Père Caro 1967                                             | Chambord 1955                                              | Life Hill                                                  | Solario                                                    |
| Père Caro 1967                                             | Chambord 1955                                              | Life Hill                                                  | Lady of the Snows                                          |
| Mère All Rainbows 1973                                     | Bold Hour 1964                                             | Bold Ruler                                                 | Nasrullah                                                  |
| Mère All Rainbows 1973                                     | Bold Hour 1964                                             | Bold Ruler                                                 | Miss Disco                                                 |
| Mère All Rainbows 1973                                     | Bold Hour 1964                                             | Seven Thirty                                               | Mr Music                                                   |
| Mère All Rainbows 1973                                     | Bold Hour 1964                                             | Seven Thirty                                               | Time To Dine                                               |
| Mère All Rainbows 1973                                     | Miss Carmie 1966                                           | T V Lark                                                   | Indian Hemp                                                |
| Mère All Rainbows 1973                                     | Miss Carmie 1966                                           | T V Lark                                                   | Miss Larksfly                                              |
| Mère All Rainbows 1973                                     | Miss Carmie 1966                                           | Twice Over                                                 | Ponder                                                     |
| Mère All Rainbows 1973                                     | Miss Carmie 1966                                           | Twice Over                                                 | Twosy (famille 23-b)                                       |